# Lijst van Nederlandse deelnemers aan de Olympische Zomerspelen van 1952
Dit is een lijst van Nederlandse deelnemers aan de Olympische Zomerspelen van 1952 in Helsinki.
| Olympiër                              | Sport          | Onderdeel | Ervaring  |
| ------------------------------------- | -------------- | --- | --------- |
| Sjaak Alberts                         | voetbal        | team | debutant  |
| Jules Ancion                          | hockey         | team | debutant  |
| Lida van den Anker-Doedens            | kanovaren      | K-1 500 m | 2e Spelen |
| Jaap Beije                            | roeien         | vier met stuurman | debutant  |
| Rinus Bennaars                        | voetbal        | team | debutant  |
| Louis Biesbrouck                      | voetbal        | team | debutant  |
| Gerrit Bijlsma                        | waterpolo      | team | debutant  |
| Ben Binnendijk                        | roeien         | twee zonder stuurman | debutant  |
| Fanny Blankers-Koen                   | atletiek       | 100 m 80 m horden | 3e Spelen |
| Jochem Bobeldijk                      | kanovaren      | K-1 10000 m | 2e Spelen |
| André Boerstra                        | hockey         | team | 2e Spelen |
| Lies Bonnier                          | zwemmen        | 200 m schoolslag | debutant  |
| Cor Braasem                           | waterpolo      | team | 2e Spelen |
| Puck Brouwer                          | atletiek       | 100 m 200 m 4x100 m estafette                                                                                            | debutant  |
| Rika Bruins                           | zwemmen        | 200 m schoolslag | debutant  |
| Daan Buijze                           | zwemmen        | 200 m schoolslag | debutant  |
| Nel Büch                              | atletiek       | 100 m 4x100 m estafette                                                                                                  | debutant  |
| Joop Cabout                           | waterpolo      | team | debutant  |
| Hans Caro                             | roeien         | vier met stuurman | debutant  |
| Bram Charité                          | gewichtheffen  | zwaargewicht (boven 90 kg)                                                                                               | 2e Spelen |
| Mick Clavan                           | voetbal        | team | debutant  |
| Johanna Cox-Ladru                     | turnen         | meerkamp individueel meerkamp team brug ongelijk evenwichtsbalk paardsprong vrije oefening team-oefening met gereedschap | debutant  |
| Harry Derckx                          | hockey         | team | 2e Spelen |
| Han Drijver                           | hockey         | team | 2e Spelen |
| Biem Dudok van Heel                   | zeilen         | drakenklasse | 2e Spelen |
| Michiel Dudok van Heel                | zeilen         | drakenklasse | debutant  |
| Wim van Duyl                          | zeilen         | drakenklasse | 2e Spelen |
| Dik Esser                             | hockey         | team | 2e Spelen |
| Ruud van Feggelen                     | waterpolo      | team | 2e Spelen |
| Ton Fontani                           | roeien         | vier met stuurman | debutant  |
| Nel Garritsen                         | zwemmen        | 200 m schoolslag | debutant  |
| Max van Gelder                        | waterpolo      | team | debutant  |
| Lenie Gerrietsen                      | turnen         | meerkamp individueel meerkamp team brug ongelijk evenwichtsbalk paardsprong vrije oefening team-oefening met gereedschap | 2e Spelen |
| Piet Jan van der Giessen              | zeilen         | 5,5 meter klasse | debutant  |
| Daan de Groot                         | wielrennen     | 4000 m ploegenachtervolging                                                                                              | debutant  |
| Hans Harting                          | atletiek       | 1500 m | debutant  |
| Wim van Heel                          | hockey         | team | 2e Spelen |
| Han Heijenbrock                       | roeien         | vier met stuurman | debutant  |
| Wiel Hendrickx                        | paardensport   | eventing individueel eventing team                                                                                       | debutant  |
| Jan Hijzelendoorn                     | wielrennen     | 1000 m sprint 1000 m tijdrit                                                                                             | 2e Spelen |
| Arend van 't Hof                      | wielrennen     | wegwedstrijd individueel wegwedstrijd team                                                                               | debutant  |
| Els van den Horn                      | schoonspringen | 3-m plank | debutant  |
| Ria van der Horst                     | zwemmen        | 100 m rugslag | 2e Spelen |
| Leen Jansen                           | boksen         | middengewicht (tot 75 kg)                                                                                                | debutant  |
| Koos de Jong                          | zeilen         | monotype klasse | 2e Spelen |
| Gré de Jongh                          | atletiek       | 200 m 4x100 m estafette                                                                                                  | 2e Spelen |
| Jacoba Adriana van Kampen-Tonneman    | turnen         | meerkamp individueel meerkamp team brug ongelijk evenwichtsbalk paardsprong vrije oefening team-oefening met gereedschap | 2e Spelen |
| Flip Keegstra                         | zeilen         | 5,5 meter klasse | 2e Spelen |
| Piet van Klaveren                     | boksen         | licht weltergewicht (tot 63,5 kg)                                                                                        | debutant  |
| Jan Klingers                          | kanovaren      | K-2 1000 m K-2 10000 m                                                                                                   | debutant  |
| Cees Koch                             | kanovaren      | K-2 1000 m K-2 10000 m                                                                                                   | 2e Spelen |
| Nijs Korevaar                         | waterpolo      | team | 2e Spelen |
| Joke de Korte                         | zwemmen        | 100 m rugslag | debutant  |
| Piet Kraak                            | voetbal        | team | 2e Spelen |
| Wim van der Kroft                     | kanovaren      | K-1 1000 m | 3e Spelen |
| Roepie Kruize                         | hockey         | team | 2e Spelen |
| Huiberdina Krul-van der Nolk van Gogh | turnen         | meerkamp individueel meerkamp team brug ongelijk evenwichtsbalk paardsprong vrije oefening team-oefening met gereedschap | debutant  |
| Piet van der Kuil                     | voetbal        | team | debutant  |
| Carl Kuntze                           | roeien         | twee zonder stuurman | debutant  |
| Lenie Lanting-Keller                  | schoonspringen | 3-m plank | debutant  |
| Moos Linneman                         | boksen         | weltergewicht (tot 67 kg)                                                                                                | 2e Spelen |
| Dick Loggere                          | hockey         | team | 2e Spelen |
| Ernest van Loon                       | paardensport   | eventing individueel eventing team                                                                                       | 2e Spelen |
| Max van Loon                          | paardensport   | eventing individueel eventing team                                                                                       | debutant  |
| Wil Lust                              | atletiek       | 80 m horden 4x100 m estafette verspringen                                                                                | debutant  |
| Bob Maas                              | zeilen         | star klasse | 4e Spelen |
| Jules Maenen                          | wielrennen     | wegwedstrijd individueel 4000 m ploegenachtervolging                                                                     | debutant  |
| Rob van Mesdag                        | roeien         | skiff | debutant  |
| Harry Mommers                         | voetbal        | team | debutant  |
| Lau Mulder                            | hockey         | team | debutant  |
| Joop Odenthal                         | voetbal        | team | debutant  |
| Toon Pastor                           | boksen         | licht zwaargewicht (tot 81 kg)                                                                                           | debutant  |
| Jan Willem Pennink                    | roeien         | vier met stuurman | debutant  |
| Jan Plantaz                           | wielrennen     | wegwedstrijd individueel wegwedstrijd team 4000 m ploegenachtervolging                                                   | debutant  |
| Jan van Roessel                       | voetbal        | team | debutant  |
| Annie Ros                             | turnen         | meerkamp individueel meerkamp team brug ongelijk evenwichtsbalk paardsprong vrije oefening team-oefening met gereedschap | 2e Spelen |
| Theo Saat                             | atletiek       | 100 m 200 m | debutant  |
| Irma Schuhmacher                      | zwemmen        | 100 m vrije slag 400 m vrije slag 4x100 m vrije slag estafette                                                           | 2e Spelen |
| Toetie Selbach                        | turnen         | meerkamp individueel meerkamp team brug ongelijk evenwichtsbalk paardsprong vrije oefening team-oefening met gereedschap | debutant  |
| Tootje Selbach                        | turnen         | meerkamp individueel meerkamp team brug ongelijk evenwichtsbalk paardsprong vrije oefening team-oefening met gereedschap | debutant  |
| Ruud Sesink Clee                      | roeien         | vier zonder stuurman | debutant  |
| Nanny Simon                           | turnen         | meerkamp individueel meerkamp team brug ongelijk evenwichtsbalk paardsprong vrije oefening team-oefening met gereedschap | debutant  |
| Wim Slijkhuis                         | atletiek       | 1500 meter | 2e Spelen |
| Jan Smeekens                          | gewichtheffen  | middengewicht (tot 75 kg)                                                                                                | 2e Spelen |
| Frits Smol                            | waterpolo      | team | 2e Spelen |
| Eddy Stutterheim                      | zeilen         | star klasse | 2e Spelen |
| Rinus Terlouw                         | voetbal        | team | 2e Spelen |
| Hannie Termeulen                      | zwemmen        | 100 m vrije slag 400 m vrije slag 4x100 m vrije slag estafette                                                           | 2e Spelen |
| Eddy Tiel                             | hockey         | team | 2e Spelen |
| Joris Tjebbes                         | zwemmen        | 100 m vrije slag 400 m vrije slag                                                                                        | debutant  |
| Marie-Louise Vaessen                  | zwemmen        | 4x100 m vrije slag estafette                                                                                             | 2e Spelen |
| Jitse van der Veen                    | zwemmen        | 100 m rugslag | debutant  |
| Jan op den Velde                      | roeien         | vier zonder stuurman | debutant  |
| Henk Visser                           | atletiek       | verspringen | debutant  |
| Frits de Voogt                        | roeien         | vier zonder stuurman | debutant  |
| Koosje van Voorn                      | zwemmen        | 100 m vrije slag 4x100 m vrije slag estafette                                                                            | debutant  |
| Adri Voorting                         | wielrennen     | wegwedstrijd individueel wegwedstrijd team 4000 m ploegenachtervolging                                                   | debutant  |
| Wim de Vries Lentsch jr.              | zeilen         | 5,5 meter klasse | 2e Spelen |
| Kees van Vugt                         | roeien         | vier zonder stuurman | debutant  |
| Leo Wery                              | hockey         | team | debutant  |
| Geertje Wielema                       | zwemmen        | 400 m vrije slag 100 m rugslag                                                                                           | debutant  |
| Bram Wiertz                           | voetbal        | team | debutant  |
| Janus van der Zande                   | atletiek       | marathon | debutant  |
| Hein van der Zee                      | boksen         | vlieggewicht (tot 51 kg)                                                                                                 | debutant  |